# Krawczyk (zwyczajny)
Krawczyk (zwyczajny) (Orthotomus sutorius) – gatunek małego ptaka z rodziny chwastówkowatych (Cisticolidae), wcześniej zaliczany do pokrzewek (Sylviidae). Występuje od Pakistanu, Indii i Sri Lanki na wschód po południowe Chiny, a na południu po Półwysep Malajski i Jawę.

## Podgatunki i zasięg występowania
Wyróżniono kilka podgatunków O. sutorius:
- Orthotomus sutorius guzuratus – Pakistan do środkowych i południowych Indii.
- Orthotomus sutorius patia – środkowe i wschodnie Himalaje do zachodniej Mjanmy.
- Orthotomus sutorius luteus – północno-wschodnie Indie.
- Orthotomus sutorius inexpectatus – wschodnia Mjanma i południowe Chiny do północnego Laosu i północnego Wietnamu.
- Orthotomus sutorius longicauda – południowo-wschodnie Chiny i północny Wietnam.
- Orthotomus sutorius maculicollis – południowo-wschodnia Mjanma, Półwysep Malajski i południowe Indochiny.
- Orthotomus sutorius edela – Jawa.
- Orthotomus sutorius fernandonis – wyżyny Sri Lanki.
- Orthotomus sutorius sutorius – niziny Sri Lanki.

## Morfologia
Ubarwienie upierzenia jest u tego gatunku zielonkawe, głowa rudawobrązowa.
Średnie wymiary
- Długość: 12–13 cm[7].
- Długość ogona: 4–5 cm.
- Masa ciała: 6–10 g[7].

## Ekologia i zachowanie
BiotopKrawczyk żyje w lasach liściastych, zaroślach, namorzynach, otwartych zadrzewieniach i ogrodach.
Rozmnażanie
- Dojrzałość płciowa: W 1 roku

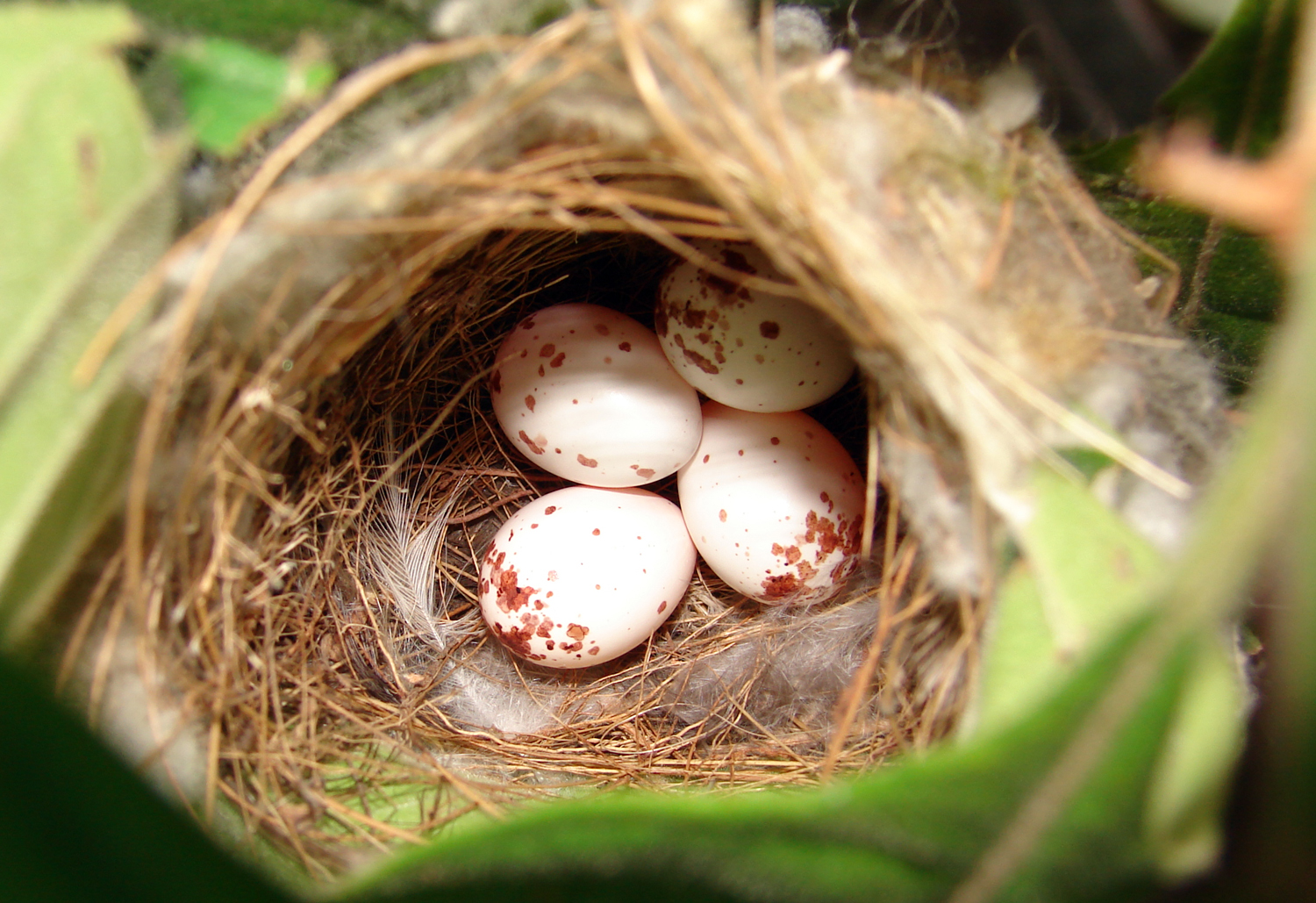
Gniazdo z jajami

- Okres lęgowy: Między marcem a grudniem, najczęściej w lipcu i sierpniu
- Liczba jaj: 3–4
- Liczba gniazdowań: 2–3
- Okres wylęgu: 11–12 dni

Tryb życia
- Zwyczaje: Żyje samotnie lub w parach
- Pożywienie: Głównie owady i ich larwy, ale także drobne owoce, w tym jagody, nektar kwiatów i drobne nasiona[7]
- Dźwięki: Piczik-piczik

## Status
Międzynarodowa Unia Ochrony Przyrody (IUCN) uznaje krawczyka za gatunek najmniejszej troski (LC – least concern) nieprzerwanie od 1988 roku. Całkowita liczebność populacji nie została oszacowana, ale ptak ten opisywany jest jako pospolity. Trend liczebności populacji uznawany jest za stabilny.